# Dvärgsäckmal
Dvärgsäckmal, Coleophora paradrymidis, är en fjärilsart som beskrevs av Sergiusz Toll 1949. Dvärgsäckmal ingår i släktet Coleophora, och familjen säckmalar. Enligt den svenska rödlistan är arten akut hotad, CR, i Sverige. Arten är i Sverige endast funnen i Småland. Artens livsmiljö är öppna, torra gräsmarker, med eller utan buskar och träd i jordbrukslandskap.